# Debaser
Debaser är en låt av det amerikanska alternativ rock-bandet Pixies, första spåret på deras album Doolittle från 1989. Låten, som är skriven av frontmannen Black Francis, gavs även ut på singel 1997, i samband med utgivningen av samlingsalbumet Death to the Pixies.
Texten till "Debaser" är inspirerad av Luis Buñuel och Salvador Dalís surrealistiska film Den andalusiska hunden från 1929.